# Palantir Technologies
Palantir Technologies Inc. ist ein US-amerikanischer Anbieter von Software und Dienstleistungen, der auf die Analyse großer Datenmengen und die Herstellung einer digitalen Ontologie von Unternehmens- und Projektdaten spezialisiert ist.
Zu den ersten Kunden des 2003 gegründeten Unternehmens gehörten Bundesbehörden der Nachrichtendienstgemeinschaft der Vereinigten Staaten (USIC). Seitdem hat Palantir seinen Kundenstamm unter staatlichen und lokalen Behörden, auch in Europa, vergrößert und ist außerdem neben staatlichen Behörden auch für Wirtschaftsunternehmen in der Finanz- und Pharmabranche tätig.
Das Unternehmen ist besonders für zwei Softwareprojekte bekannt: Palantir Gotham wird von Anti-Terror-Analysten in Behörden der USIC und dem Verteidigungsministerium der Vereinigten Staaten, von Betrugsermittlern des Recovery Accountability and Transparency Board und von Cyber-Analysten des Information Warfare Monitor (verantwortlich für die Ermittlungen von GhostNet und dem Shadow Network) verwendet; Palantir Foundry ermöglicht die Erstellung von Digitalen Zwillingen und findet Verwendung bei Hedgefonds, Banken und Finanzdienstleistern.
Palantir ist Mitglied bei Gaia-X. Im August 2020 kündigte Palantir die Verlegung seiner Zentrale von Palo Alto/Kalifornien nach Denver/Colorado an.
Das Unternehmen ging mit einem direct public offering am 20. September 2020 an die Börse.

## Namen
Der Firmenname Palantir stammt von der Bezeichnung der sehenden Steine in J. R. R. Tolkiens Fantasy-Saga Herr der Ringe. Ein Palantír ist in diesem Roman eine von mehreren unzerstörbaren Kristallkugeln. Die Büros von Palantir sind in ähnlicher Weise nach Orten aus dem Herr-der-Ringe-Mythos bezeichnet, mit Ausnahme des New Yorker Büros, das nach Gotham aus den DC-Comics benannt ist. Auch die beiden Hauptplattformen für Analysesoftware, Palantir Gotham und Palantir Metropolis, wurden den zwei Städtenamen Gotham und Metropolis aus dem DC-Comic-Universum entlehnt, den Schauplätzen von Batman bzw. Superman.

## Geschichte

### 2003–2009: Gründung und frühe Jahre

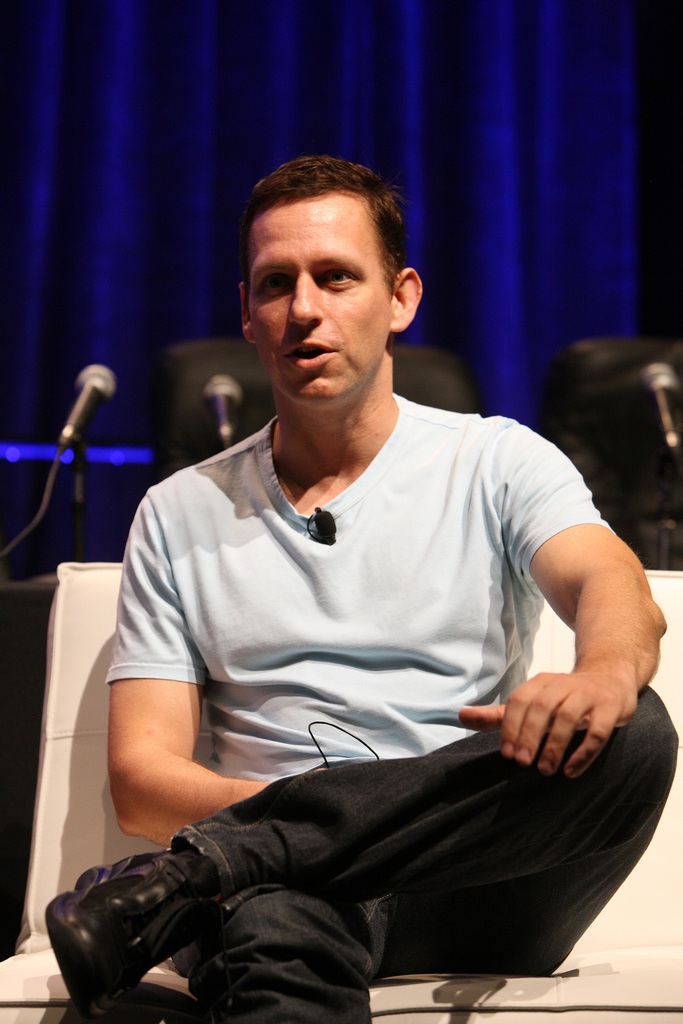
Vier der fünf Gründer waren früher bei PayPal tätig. Gründer und Chairman Peter Thiel ist der größte Anteilseigner mit Stand von 2014.

Obwohl offiziell im Mai 2003 inkorporiert, wird allgemein angenommen, Palantir sei erst im Jahr 2004 von Peter Thiel, Alex Karp, Joe Lonsdale, Stephen Cohen und Nathan Gettings gegründet worden. Frühe Investitionen kamen von In-Q-Tel, dem Wagniskapitalzweig der US-amerikanischen Central Intelligence Agency, in Höhe von zwei Millionen US-Dollar und in Höhe von 30 Millionen US-Dollar von Thiel und seiner Firma Founders Fund. Alex Karp ist Palantirs Geschäftsführer (CEO). Neben seinem Hauptsitz in Palo Alto, Kalifornien, hat das Unternehmen zehn internationale Niederlassungen sowie fünf Büros in den USA.
Palantirs Technologie wurde in durch In-Q-Tel ermöglichten Pilotprojekten über drei Jahre hinweg von Informatikern und Geheimdienst-Analysten entwickelt. Das Software-Konzept basiert auf einer bei PayPal entwickelten Technologie zum Feststellen von Betrugsaktivitäten, die zu einem großen Teil von russischen Syndikaten aus dem Bereich der organisierten Kriminalität verübt wurden. Das Unternehmen vertrat die Meinung, der computerbasierte Einsatz von künstlicher Intelligenz allein sei nicht in der Lage, anpassungsfähige Gegner zu schlagen. Palantirs Gedanke war der Einsatz von Menschen als Analysten, um Daten aus zahlreichen Quellen zu untersuchen – die „Erweiterte Intelligenz“ (intelligence augmentation).
Durch die Firmengründer wurde bekannt, dass Palantir in seinen Anfängen Schwierigkeiten bei der Beschaffung von Finanzmitteln hatte. Laut Karp kritzelte Sequoia Chairman Michael Moritz einmal durch ein ganzes Meeting hindurch auf seinem Notizblock herum. Ein leitender Mitarbeiter von Kleiner Perkins belehrte die Palantir-Gründer über anderthalb Stunden hinweg darüber, dass ihre Firma unvermeidlich zum Scheitern verurteilt sei.

### 2010: GhostNet und Shadow Network
Palantirs Partner Information Warfare Monitor verwendete Palantirs Software, um sowohl das GhostNet als auch das Shadow Network aufzudecken. Das GhostNet war ein chinesisches Cyber-Spionagenetzwerk, das Angriffe auf 1295 Computer in 103 Ländern verübte, darunter das Büro des Dalai Lama, einen NATO-Computer und Botschaften. Das Shadow Network war ebenfalls eine chinesische Spionage-Operation, die sich in den indischen Sicherheits- und Verteidigungsapparat hackte. Cyber-Spione stahlen Dokumente aus den Bereichen indische Sicherheit, Botschaften im Ausland und NATO-Truppenaktivitäten in Afghanistan.

### 2010–2012: Expansion
Im April 2010 kündigte Palantir eine Partnerschaft mit Thomson Reuters an, um das Palantir Metropolis-Produkt als QA Studio zu verkaufen. Am 18. Juni 2010 hielten Vizepräsident Joe Biden und der Direktor des Office of Management and Budget, Peter Orszag, eine Pressekonferenz im Weißen Haus ab, bei der sie Erfolge des Gremiums für Transparenz und Rechenschaft (Recovery Accountability and Transparency Board (RATB)) bei der Betrugsbekämpfung vermeldeten. Biden schrieb den Erfolg Palantirs Software zu, die von der US-Bundesregierung eingesetzt worden war. Er kündigte an, dass die Software auch bei anderen Regierungsbehörden Verwendung finden solle, und zwar zu Beginn bei Medicare und Medicaid.
Nach Schätzungen betrugen die Einnahmen im Jahr 2011 rund 250 Millionen US-Dollar.

### 2013: Dienstleister der Behörden
Ein der Publikation TechCrunch zugespieltes Dokument enthüllte, dass 2013 mindestens zwölf Gruppierungen der US-Regierung zu Palantirs Kunden gehörten, unter ihnen CIA, DHS, NSA, FBI, CDC, das Marine Corps, die Air Force, das Kommando für Spezialoperationen (Special Operations Command), die Militärakademie West Point, die Gemeinsame Organisation zur Bekämpfung unkonventioneller Sprengkörper (Joint Improvised Explosive Device Defeat Organization) und deren Partner, der Ausschuss für Einnahmen-Rechenschaftslegung und Transparenz (Recovery Accountability and Transparency Board) und das Nationale Zentrum für vermisste und ausgebeutete Kinder (National Center for Missing and Exploited Children). Die U.S. Army verwendete weiterhin ihr eigenes Analyse-Tool. Ebenfalls laut TechCrunch wurden Behörden wie CIA und FBI durch Palantir-Software verknüpft; deren Datenbanken waren zuvor unverbunden gewesen.
In einer im September 2013 bei der U.S. Securities and Exchange Commission eingereichten Meldung enthüllte Palantir eine Finanzmittelbeschaffung in Höhe von mehr als 196 Millionen US-Dollar. Schätzungen hielten es für wahrscheinlich, dass das Unternehmen 2014 Verträge über fast eine Milliarde Dollar abschließen würde. CEO Alex Karp verkündete 2013, dass man keinen Börsengang plane, da dies das „Führen eines Unternehmens wie des unseren sehr schwierig gestalten würde“.
Im gleichen Jahr wurden bei einer Finanzierungsrunde ca. 450 Millionen US-Dollar von privaten Investoren bereitgestellt. Dadurch stieg der Wert des Unternehmens laut Forbes auf neun Milliarden US-Dollar, womit es sich „unter den wertvollsten privaten Technologie-Unternehmen des Silicon Valley“ befinde.

### 2014–2016: Zusätzliche Finanzmittel
Im Dezember 2014 berichtete Forbes, Palantir habe vor, 400 Millionen US-Dollar in einer weiteren Finanzierungsrunde einzuwerben, nachdem die Firma im Monat zuvor entsprechende Unterlagen bei der Securities and Exchange Commission (SEC) eingereicht hatte. Der Bericht basierte auf Nachforschungen von Wagniskapital-Experten. Forbes gab an, dass Palantirs Finanzmittel bei erfolgreichem Abschluss der Runde eine Höhe von 1,2 Milliarden US-Dollar erreichen könnten. Im Dezember 2014 hatte das Unternehmen weiterhin diverse private Investoren, Kenneth Langone und Stanley Druckenmiller, In-Q-Tel von der CIA, Tiger Global Management und Founders Fund, der eine von Palantirs Chairman Peter Thiel geführte Wagniskapital-Firma ist. Im Dezember 2014 war Thiel Palantirs größter Anteilseigner.
Das Unternehmen wurde im November 2014 mit 15 Milliarden US-Dollar bewertet. Im Juni 2015 berichtete BuzzFeed, das Unternehmen sei dabei, bis zu 500 Millionen US-Dollar frisches Kapital einzuwerben und werde mit 20 Milliarden US-Dollar evaluiert. Bis Dezember 2015 wurden 880 Millionen US-Dollar eingeworben; die Bewertung des Unternehmens blieb dennoch bei 20 Milliarden US-Dollar. Im Februar 2016 kaufte Palantir Kimono Labs, ein Start-up, das das Sammeln von Informationen von öffentlichen Websites erleichtert.
Im August 2016 erwarb Palantir das Datenvisualisierungs-Start-up Silk.

### Börsengang 2020
Das Management habe bei der US-Börsenaufsichtsbehörde SEC einen vorläufigen Antrag auf Börsenzulassung eingereicht, teilte das Unternehmen am 6. Juli 2020 mit. Mitte Juni 2020 hatte es Berichte über ein mögliches Börsendebüt gegeben, gegen das sich das Management lange geweigert hatte.
Palantir startete per Direktplatzierung (DPO) am 30. September 2020 an der amerikanischen Börse New York Stock Exchange (NYSE). Bei dem ausgefallenen Verfahren wurden keine Konsortialführer benötigt, weil die Aktien ohne das übliche Preisbildungsverfahren direkt an der Börse registriert werden konnten. Palantir hat das Jahr 2019 mit einem Verlust von rund 590 Millionen Dollar abgeschlossen, 2018 gab es ein Minus von fast 600 Millionen Dollar. Dabei erreichte der Umsatz 2019 gerade einmal gut 740 Millionen Dollar. In der ersten Hälfte des Jahres 2020 betrug das Umsatzplus des Konzerns 49 % zum Vorjahr bei einer aktuellen Belegschaft von 2500 Mitarbeitern weltweit mit einem durchschnittlichen Verdienst von 125.000 US-Dollar.
Nach mehreren Quartalsgewinnen in Folge und einer starken Wertentwicklung der Aktie, wurde Palantir im September 2024 in den US-Leitindex S&P 500 aufgenommen.

## Produkte

### Palantir Gotham
Palantir Gotham (früher bekannt als Palantir Government) integriert strukturierte und unstrukturierte Daten und stellt sowohl Such- und Ermittlungsfunktionen als auch Wissensmanagement und sichere Zusammenarbeit unter verschiedenen Parteien zur Verfügung. Die Palantir-Plattform beinhaltet Datenschutzvorkehrungen, wie sie in rechtlichen Vorgaben wie denen im „9/11 Commission Implementation Act“ von 2004 vorgeschrieben sind. Es heißt, Palantirs Datenschutzkontrollen tragen zur gezielten Durchführung von Ermittlungen bei. Dies steht im Gegensatz zu expansiven Data-Mining-Techniken, die Kritik von besorgten Datenschutzrechtlern hervorgerufen hatten. Palantir verfügt über sehr feinkörnige Sicherheits-Tags.
Palantir betrieb in der Vergangenheit die Seite AnalyzeThe.US, die potentiellen Palantir-Nutzern und deren Filialen erlaubte, Palantir Gotham zu verwenden, um Analysen öffentlich zugänglicher Daten von data.gov, usaspending.gov (eine Datenbank der Ausgaben der Bundesregierung der Vereinigten Staaten), der „Open Secrets“-Datenbank des Center for Responsive Politics und Gesundheitsversorgungsdaten von hhs.gov durchzuführen.

### Palantir Foundry
Palantir Foundry (davor: Metropolis, noch früher: Palantir Finance) ist eine Software für Datenintegration, Informationsmanagement und quantitative Analysen. Die Software lässt sich auf kommerzielle, geschützte und öffentliche Datensätze anwenden und zeigt Trends, Beziehungen und Anomalien auf, wobei sie auf Predictive Analytics zurückgreift.

### Palantir Apollo
Palantir Apollo ist ein Continuous Delivery System, welches sich um das Ausliefern und Steuern der beiden Systeme Palantir Gotham und Foundry kümmert. Apollo wurde aufgrund der Vielzahl an privaten und öffentlichen Cloud-Plattformen ins Leben gerufen, um diese nahtlos zusammenführen zu können. Apollo orchestriert Konfigurations- und Software-Updates mit Hilfe von Microservices. Es handelt sich hierbei um eine SaaS, welche es Palantir ermöglicht, als Softwareanbieter anstelle eines Consultingunternehmens zu arbeiten.

### MetaConstellation
Die Software wertet Satellitenbilder und andere Daten aus. Sie wird unter anderem von den ukrainischen Streitkräften im Russisch-Ukrainischen Krieg als Situational Awareness System und zur Zielplanung verwendet.

### Maven Smart System
Im April 2025 gab die NATO bekannt, dass sie Palantirs Maven Smart System erworben habe. Das System ist eine KI-gestützte Plattform zur Gefechtsfeldanalyse und Entscheidungsunterstützung. Es wurde entwickelt, um Daten aus unterschiedlichen Quellen in Echtzeit zusammenzuführen und für militärische Einsätze nutzbar zu machen.

### Andere
Das Unternehmen war teilweise oder allein für den Entwurf einer Reihe von Business- und Verbraucherprodukten verantwortlich. 2014 zum Beispiel stellte Palantir Insightics vor, das laut dem Wall Street Journal „Kunden-Kaufverhalten und demographische Informationen aus Kreditkarten-Abrechnungen von Händlern extrahiert“. Es wurde in Zusammenarbeit mit dem Unternehmen First Data entwickelt, das über Kreditdaten verfügt.

## Kunden
Im Jahre 2020 nutzen 125 Kunden die Palantir-Software, ein Drittel des Umsatzes bringen die drei größten.

### Zivile Verwendung
Palantir Metropolis wird von Hedgefonds, Banken und Finanzdienstleistern verwendet.
Palantir Foundry wird von Merck, Airbus und der Scuderia Ferrari genutzt.
Der Firmenpartner Information Warfare Monitor verwendete Palantir-Software, um sowohl das GhostNet als auch das Shadow Network zu enttarnen.
Während der COVID-19-Pandemie bot Palantir Regierungen rund um den Globus die kostenlose Nutzung ihres Produkts Foundry für das Krisenmanagement in Gesundheitsbehörden an. Einige Länder wie z. B. Großbritannien und Griechenland nahmen das Angebot an.

### Supranationale Einsätze
In der Nachfolge zu den Terroranschlägen am 13. November 2015 in Paris gründete Europol die Taskforce „Fraternité“ zur Aufklärung und Verhinderung weiterer Terroranschläge. Vermittelt durch Capgemini (Nederland BV) im Jahr 2012 testete Europol das Gotham-Paket von Palantir und setzt es seit Mitte 2017 ein, „insbesondere für die Visualisierung von Datensätzen und die Herausarbeitung neuer Ermittlungsansätze zur Unterstützung der zuständigen Behörden in den EU-Mitgliedstaaten und in Drittstaaten“. Zum Stand der parlamentarischen Anfrage am 9. Juni 2020 verneint die Kommission die Verwendung von Palantir Software in anderen Behörden der EU. Nach Angaben des Vize-Direktors von Europol, Jürgen Ebner, wurde das Palantir Softwarepaket bis 2021 eingesetzt und durch eine Eigenentwicklung von Europol ersetzt.

### Deutschland

#### Hessen
Presseveröffentlichungen von Anfang April 2018 zufolge hat die hessische Polizei die Palantir-Software Gotham zur Bekämpfung des islamistischen Terrorismus und der schweren und organisierten Kriminalität gekauft und schult ihr Personal darin. Ein Preis wurde aus „Gründen des  Sicherheitsinteresses des Landes Hessen“ vom hessischen Innenministerium nicht genannt. Das Projekt läuft unter dem Namen Hessendata. Weil es keine Ausschreibung gab, untersuchte ein Untersuchungsausschuss des Hessischen Landtags die Vorgänge.
Am 8. Juni 2019 wurde der hessische Innenminister Peter Beuth dafür zum zweiten Mal mit einem Big Brother Award ausgezeichnet, denn mit Hessendata gehe Hessen einen weiteren großen Schritt in Richtung „Kontroll- und Überwachungsstaat“. Zudem erhalte die amerikanische Firma damit Zugang zum höchst sensiblen Datennetz der hessischen Polizei. Im Missbrauchskomplex Bergisch Gladbach konnte Hessendata 2019 die Identität mehrerer Verdächtiger aufdecken.
Am 16. Februar 2023 gab das BVerfG bekannt, der Erste Senat habe Regelungen in Hessen (§ 25a Abs. 1 Alt. 1 des Hessischen Gesetzes über die öffentliche Sicherheit und Ordnung) und Hamburg (§ 49 Abs. 1 Alt. 1 des Hamburgischen Gesetzes über die Datenverarbeitung der Polizei), auf deren Grundlage die Polizei gespeicherte personenbezogene Daten im Rahmen einer automatisierten Datenanalyse (Hessen) oder Datenauswertung (Hamburg) für die vorbeugende Bekämpfung von Straftaten weiter verarbeiten kann, für verfassungswidrig erklärt. Begründet wurde dies damit, dass sie gegen das allgemeine Persönlichkeitsrecht aus Artikel 2 Absatz 1 in Verbindung mit Artikel 1 Absatz 1 Grundgesetz in seiner Ausprägung als informationelle Selbstbestimmung verstoßen, denn sie lassen die automatisierte Verarbeitung unbegrenzter Datenbestände mittels rechtlich nicht eingegrenzter Methoden zu. Nach dem Urteil ist die gesetzliche Regelung in Hamburg – dort ist das System noch nicht im Einsatz – nichtig, Hessen hat bis Ende September 2023 Zeit, sie nachzubessern.

#### Weitere Bundesländer
Ab dem dritten Quartal 2020 wollte das nordrhein-westfälische Landeskriminalamt ein System einsetzen, das Hessendata (also Palantir Gotham) laut Ausschreibung sehr ähnlich sein soll. In Nordrhein-Westfalen heißt dieses DAR (System zur Datenbankübergreifenden Analyse und Recherche) und sollte 14 Millionen Euro kosten. Das System konnte jedoch erst nach einer im April 2022 erfolgten Änderung des Landespolizeigesetzes ab Mai 2022 zur regulären Anwendung freigegeben werden und kostete insgesamt rund 39 Millionen Euro.
Anfang März 2022 wurde bekannt, dass die Polizei Bayern künftig ein oder mehrere Produkte von Palantir einsetzen wird. Laut Mitteilung der bayerischen Landesregierung vom Februar 2023 hat das Fraunhofer-Institut für Sichere Informationstechnologie, das mit der Prüfung des Quellcodes beauftragt wurde, diese inzwischen abgeschlossen und sein Gutachten sei durch das bayerische LKA ausgewertet worden. Ein konkreter Einführungstermin stehe noch nicht fest. Zuvor werde das bayerische Polizeiaufgabengesetz angepasst, um den Einsatz des Systems entsprechend den Vorgaben des Bundesverfassungsgerichtsurteils vom Februar 2023 zu ermöglichen.

### Schweiz
Zu den Schweizer Kunden zählen unter anderem die Großbank Credit Suisse, das Medienunternehmen Ringier und der Rückversicherer Swiss Re.
In Altendorf befindet sich Palantirs Europa-Standort. Der Hauptsitz von Palantir Technologies Geneva Sàrl befindet sich in Genf, mit einer Zweigniederlassung in Freienbach. Die Palantir Technologies Switzerland GmbH hat ihren Hauptsitz in Zürich.

### Zivile Institutionen in den USA
Palantirs Software wird vom Gremium für Transparenz und Rechenschaft (Recovery Accountability and Transparency Board) verwendet, um Betrug und Missbrauch des Amerikanischen Aufschwungs- und Reinvestitionsgesetzes von 2009 (American Recovery and Reinvestment Act) aufzudecken und Ermittlungen anstellen zu können. Besonders die Zentrale für die Umsetzung des Gesetzes (Recovery Operations Center (ROC)) nutzte Palantir, um Transaktionsdaten mit Open-Source- sowie privaten Datensätzen zu integrieren, die Informationen über diejenigen Institutionen geben, die staatliche Fördergelder erhalten. Weitere Kunden sind mit Stand von 2013 das Polaris Project, die Centers for Disease Control and Prevention und das National Center for Missing and Exploited Children.

### U.S.-Militär, -Geheimdienste und -Polizei
Palantir Gotham wird verwendet von Anti-Terrorismus-Analysten in Behörden aus der Nachrichtendienstgemeinschaft der Vereinigten Staaten (USIC) und dem U.S.-Verteidigungsministerium, von Betrugsermittlern des Gremiums für Transparenz und Rechenschaft (Recovery Accountability and Transparency Board) und von Cyberanalysten des Information Warfare Monitor (verantwortlich für die Ermittlungen bzgl. GhostNet und Shadow Network).
Weitere Kunden mit Stand von 2013 sind unter anderem DHS, NSA, FBI, CDC, das Marine Corps, die Air Force, das Kommando für Spezialoperationen (Special Operations Command), die Militärakademie West Point, die gemeinsame Organisation zur Bekämpfung unkonventioneller Sprengkörper (Joint IED-defeat) und deren Partner. Während dieser Zeit verwendete die U.S. Army jedoch weiterhin ihr eigenes Analyse-Tool. Und laut TechCrunch „setzten die U.S. Geheimdienste ebenfalls Palantir ein, um Datenbanken abteilungsübergreifend zu verbinden. Davor waren die meisten der von CIA und FBI verwendeten Datenbanken voneinander isoliert, was die Verwender dazu zwang, jede Datenbank einzeln zu durchsuchen. Jetzt ist durch den Einsatz von Palantir alles miteinander verbunden.“
U.S.-Militär-Nachrichtendienste nutzten Palantir zur Verbesserung ihrer Fähigkeit, Sprengstoffstandorte im Afghanistankrieg vorherzusagen. Eine kleine Anzahl von Fachleuten berichtete, es sei nützlicher als das Programm der U.S. Army, das Distributed Common Ground System (DCGS-A). Der kalifornische Kongressabgeordnete Duncan D. Hunter beklagte sich 2012 über Behinderungen durch das U.S. Verteidigungsministerium bzgl. des Einsatzes von Palantir in weiterem Umfang.
Es wurde auch berichtet, dass Palantir mit mehreren U.S.-Polizeidiensten arbeitet und beispielsweise 2013 einen Vertrag mit dem nordkalifornischen Regional-Geheimdienstzentrum (Northern California Regional Intelligence Center) eingegangen ist, um die kontrovers diskutierte Kfz-Kennzeichen-Datenbank für Kalifornien zu entwickeln.

## Palantir Night Live Event
Palantir veranstaltet Palantir Night Live in seinen Niederlassungen in McLean und Palo Alto. Bei dem Event diskutieren Redner aus der Geheimdienst- und der Technologieszene Themen von allgemeinem Interesse. Zu den bisherigen Gästen gehören Garri Kasparow, Nart Villeneuve vom „Information Warfare Monitor“, Enterprise 2.0-Autor Andrew McAfee, Gedächtnis-„Athlet“ Nelson Dellis und Michael Chertoff.

## Kontroversen

### WikiLeaks-Affäre (2010)
Angeblich bat die Anwaltskanzlei Hunton & Williams LLP im Jahr 2010 Berico Technologies, Palantir und HBGary Federal um den Entwurf eines Reaktionsplans bzgl. einer „Bedrohung durch WikiLeaks“. Anfang 2011 veröffentlichte Anonymous HBGary-interne Dokumente, darunter auch den Plan. Dieser beabsichtigte, dass Palantir-Software als „Grundlage für das Sammeln der Daten, deren Integration und Analyse sowie Produktion dienen“ sollte. Der Plan beinhaltete auch angeblich von HBGary-CEO Aaron Barr verfasste Slides, die das „[Verbreiten von] Falschinformation“ sowie „die Unterbrechung von Glenn Greenwalds Unterstützung für WikiLeaks“ vorschlugen.
Palantirs CEO Karp beendete alle Verbindungen zu HBGary und veröffentlichte eine Stellungnahme, in der er sich bei „fortschrittlichen Organisationen... und Greenwald... für jedwedes Engagement“ entschuldigte, „das wir in diesem Zusammenhang gehabt haben mögen.“ Palantir stellte während der Überprüfung durch eine unparteiische Anwaltskanzlei einen Mitarbeiter frei. Der Mitarbeiter, Matthew Steckman, wurde später wieder eingestellt.

### Diskriminierungsklage (2016)
Am 26. September 2016 reichte das US-amerikanische Amt für die ordnungsgemäße Durchführung von Bundesverträgen (Office of Federal Contract Compliance Programs) eine Klage gegen Palantir wegen rassistischer Diskriminierung asiatischer Bewerber ein. Laut der Klage ließ Palantir asiatische Bewerber im Verlauf des Bewerbungsprozesses „routinemäßig ausscheiden“, selbst wenn diese „über eine gleichwertige Qualifikation wie weiße Bewerber“ verfügten. Die Klage behauptete, Palantir habe 130 Jobbewerbungen geprüft, von denen 73 % von asiatischen Bewerbern stammten, aber letztendlich nur vier Asiaten und 17 Nicht-Asiaten angestellt. „Die Wahrscheinlichkeit, dass dieses Ergebnis zufällig eintrat, liegt bei etwa 1:1 Milliarde“, betonte die Klage. Einige Stimmen unterstellten, dass die Klage aus politischen Gründen von der US-Regierung vorangetrieben worden sei, da Palantir kurz zuvor das US-Militär verklagt hatte. Beide Seiten einigten sich 2017 in einem gütlichen Vergleich, weswegen die Klage fallengelassen wurde.

### Geheimer Zugriff auf Akten der Polizei New Orleans
2018 wurde bekannt, dass Palantir seit vielen Jahren Zugang zu polizeilichen und jurisdiktionellen Datenbanken in New Orleans bekommen hat. Der Konzern hat diese Behördendaten genutzt, um sein System zur Vorhersage von Straftaten versuchsweise anzuwenden. Von den Mitgliedern des Stadtrats der Großstadt hat angeblich niemand davon gewusst.

### Hessen-Data
Die Einführung des Palantir-Produkts Gotham bei der hessischen Polizei unter dem Namen Hessen-Data brachte dem hessischen Innenminister Peter Beuth seinen zweiten BigBrotherAward ein. In seiner Laudatio charakterisierte Rolf Gössner das Projekt und die Firma folgendermaßen:

„Der hessische Innenminister Peter Beuth ist dafür verantwortlich, dass die US-Firma Palantir beauftragt worden ist, ihre Analysesoftware Gotham im IT-System der hessischen Polizei zu installieren und in Betrieb zu setzen. Benannt ist diese Software nach jener fiktiven, von Kriminalität und Korruption verseuchten Stadt, in der Batman Verbrecher jagt und für Recht und Ordnung sorgt. Nachdem die Gotham-Software an hessische Polizei-Bedürfnisse angepasst worden ist, heißt sie Hessen-Data. Zur Nutzung ermächtigt wird die Polizei mit § 25a des verschärften Hessischen Polizeigesetzes (HSOG), weshalb dieser Paragraf auch spöttisch ‚Palantir-Ermächtigung‘ genannt wird. Danach dürfen umfangreiche Datenanalysen durchgeführt werden zur vorbeugenden Bekämpfung von über vierzig Straftaten, die in § 100a Abs. 2 StPO (Telekommunikationsüberwachung) aufgelistet sind, sowie zur Abwehr bestimmter Gefahren.
Was aber ist nun so problematisch und grundrechtsschädigend an dieser Verknüpfungs- und Analysesoftware der US-Firma Palantir?
Palantir, benannt nach den ‚sehenden Steinen‘ aus Herr der Ringe, ist „eine der umstrittensten Firmen des Silicon Valley“, so die Süddeutsche Zeitung. Sie gilt nach Einschätzung der US-Bürgerrechtsvereinigung ACLU als ‚Schlüsselfirma in der Überwachungsindustrie‘. Der US-‚Star-Investor‘ und Milliardär Peter Thiel, der bereits den Online-Bezahldienst Paypal mitgegründet hatte, gründete die Firma im Jahr 2004 mit finanzieller Unterstützung des US-Geheimdienstes CIA. Die Kundenliste der Firma liest sich wie das Who-is-who der US-Militär- und Sicherheitsbürokratie: CIA, FBI, NSA, Pentagon, Marines und Airforce. Oder anders ausgedrückt: Als Hauslieferant dieser Behörden ist die Firma tief in den militärisch-digitalen Komplex der USA verstrickt und ihr Geschäftsmodell heißt: BigData for BigBrother. Peter Thiel sitzt zudem im Aufsichtsrat von Facebook und hat Donald Trumps Wahlkampf mit über einer Million US-Dollar unterstützt.“

## Dokumentarfilm
- Klaus Stern: Watching You – Die Welt von Palantir und Alex Karp. Deutschland 2024.[84]